# Matthew Kennedy
Matthew "Matty" Kennedy (n. 1 noiembrie 1994) este un  fotbalist scoțian care joacă pentru Cardiff City pe postul de atacant .
El a avut primul transfer pe data de 31.08.2012 , de la Kilmarnock la Everton .
În 2013 acesta a fost selecționat în reprezentativa Scoției U19 unde a evoluat în 2 meciuri și a reușit să marcheze un singur gol  împotriva Armeniei în minutul 56 .
Pe data de 09.01.2014 Everton l-a împrumutat pe Matthew Kennedy la Tranmere .
La Tranmere a jucat 8 meciuri dar nu a reușit să marcheze nici un gol . 
La Tranmere nu a avut evoluții bune așa că în scurt timp pe data de 24.02.2014 l-a trimis înapoi la Everton . Everton l-a trimis după aceea la Everton U21 .
La Everton U21 Matthew Kennedy  a jucat un singur meci și a și marcat un gol . 
Matthew Kenndedy pe data de 26.03.2014 a fost împrumutat la Milton Keynes unde a evoluat în 7 meciuri, și a reușit să marcheza un gol la Roterham acasa în minutul 9 ,în etapa 45, în competiția League One ,unde a terminat anul pe locul 10.
Pe data de 31.05.2014 a fost revenit din împrumut cu Milton Keynes , așa că Matthew Kennedy a revenit la Everton .
Everton pe data de  08.08.2014 l-a împrumutat la Hibernian acolo unde a evoluat în 13 meciuri dar niciun gol marcat în Divizia 1 . Dar  a marcat împotriva echipei.
Dundee Utd în minutul 78 in competiția  Betfred Cup unde a și fost eliminată de Dundee utd cu 3-4 după penalty-uri .
Pe data de  05.01.2015 Matthew Kennedy a fost revenit din împrumut înapoi la Everton . 
02.02.2015 - ziua în care Matthew Kennedy a fost dat afară de Everton și a ajuns la Cardiff City .
În sezonul 2014/2015 , Matthew Kennedy a evoluat în 14 meciuri pentru Cardiff City  în Championship și a terminat pe locul 11 cu 62 de puncte .
În sezonul 2015/2016 , Matthew Kennedy a evoluat într-un singur meci pentru Cardiff City in Championship și a terminat pe locul 8 cu 68 de puncte . 
Dar în ambele sezoane nu a reușit să marcheze niciun gol.
Matthew Kennedy a bifat un meci și în Fa Cup pentru Cardiff City dar nu a reușit să marcheze niciun gol .
25.01.2016 - Matthew Kennedy a fost împrumutat de Cardiff City la Port Vale  . Acolo unde a evoluat în 12 partide în League One sezonul 2015/2016, dar nu a reușit să marcheze niciun gol .
30.04.2016 - Port vale - Cardiff City revenire din împrumut

## Legături externe
- Matty Kennedy la Soccerbase
- Profilul lui Matty Kennedy pe Soccerway
- Matty Kennedy – pe site-ul UEFA
- Matty Kennedy pe Twitter

1. ↑  Matty Kennedy, FBref
2. ↑  Matthew Kennedy, Transfermarkt, accesat în 9 octombrie 2017